# Родни Тротер
Родни Чарлтон Тротер (рођен 26. фебруара 1960) измишљени је лик из Би Би Сијеве комедије Мућке ког је тумачио глумац Николас Линдхерст.

## Датум рођења
Би-Би-Си-јев водич кроз хумористичке серије за Мућке јасно истиче да је Родни рођен 26. фебруара; но, тај је податак контрадикторан са оним из последње епизоде у којој се Родни појављује, Sleepless in Peckham, када Касандра помисли да се на једној старој слици из 1960. налази Родни, на шта Родни каже како је фотографија снимљена у јулу 1960, а према Роднијевим речима то је пре него што је он рођен. Самим тим потврђује се податак из епизоде The Unlucky Winner Is..., када се открива да је Роднијев датум рођења 2. новембра.

## Личност
Роднијева личност основана је на искуствима аутора серије Џона Саливана који је, као и Родни, имао старијег брата и тврдио како је у младости био сањар и идеалист.
Један аспект Роднијеве личности који се спомиње у бројним епизодама је да воли жене у униформама, посебно полицајке. То се први пут спомиње у епизоди Go West Young Man кад Родни каже Делу да је већ дуже време намеравао обући своју тадашњу бившу девојку у полицајку. Спомиње се и у Sleeping Dogs Lie кад Дел угледа како Родни зури у медицинску сестру. У The Unlucky Winner Is..., Дел каже (испред Касандре) да се Родни пали на жене у униформама, међутим Родни то у разговору с Касандром оповргне.
У If They Could See Us Now, Касандра се облачи у полицајку из серије Полиција због Роднијеве фасцинираности полицајкама, а све у склопу фантазијске терапије како би се зачинио њен и Роднијев брак.